# Teorema de Schottky
En el análisis complejo matemático, el teorema de Schottky, introducido por Schottky (1904), es una versión cuantitativa del teorema de Picard que establece que el tamaño |f(z)| de una función holomórfica f en el disco de la unidad abierta que no toma los valores 0 o 1 se puede delimitar en términos de z y f(0).
El teorema original de Schottky no dio un límite explícito para f. Ostrowski (1931, 1933) dio algunos límites explícitos débiles. Ahlfors (1938, el teorema B) dio un límite fuerte explícito, mostrando que si f es holomorfo en el disco de unidad abierta y no toma los valores 0 o 1, entonces
{\displaystyle \log |f(z)|\leq {\frac {1+|z|}{1-|z|}}(7+\max(0,\log |f(0)|))}.
Varios autores, como Jenkins (1955), han dado variaciones del límite de Ahlfors con mejores constantes: en particular, Hempel (1980) dio algunos límites cuyas constantes son, en cierto sentido, las mejores posibles.